# Miłocin (województwo pomorskie)
Miłocin (niem. Herzberg) – wieś w Polsce położona w województwie pomorskim, w powiecie gdańskim, w gminie Cedry Wielkie na obszarze Żuław Gdańskich. Wieś jest siedzibą sołectwa Miłocin. Bezpośrednio po II wojnie światowej nazwę miejscowości tłumaczono z języka niemieckiego jako Miła Góra czy Sercowa Góra.
Wieś należąca do Żuław Steblewskich terytorium miasta Gdańska położona była w drugiej połowie XVI wieku w województwie pomorskim. Do 1954 roku miejscowość była siedzibą gminy Miłocin. W latach 1945–1998 miejscowość administracyjnie należała do województwa gdańskiego.

## Zabytki
Według rejestru zabytków NID na listę zabytków wpisane są:
- dworek nr 4 (d. 12), 1800, nr rej.: 759 z 30.01.1978
- dom podcieniowy nr 15 (d. 18), murowano-szachulcowy, 1731, nr rej.: 178 z 19.12.1961.

Dobrze zachowany, obszerny dom podcieniowy z bogatym szczytem pochodzi z 1731 roku. Budynek był kiedyś siedzibą sołtysów. Podcień został wsparty na 8 słupach podpierających pięterko z ozdobną elewacją o konstrukcji szkieletowej; wypełniono ją drobną cegłą (holenderką). W latach 1981–1982 oraz 2010-2011 został wyremontowany (koszt ostatniego remontu, obejmującego renowację murów zewnętrznych oraz wymianę dachu, wynosił 1,1 mln zł); ponadto, w 2017, odnowiono jego wnętrza, a na poddaszu urządzono izbę pamięci i galerię. Otwarty po remoncie w dniu 7.11.2011 obiekt ma być zalążkiem folwarku żuławskiego, czyli projektu zmierzającego do otworzenia gospodarstwa typowego dla tych ziem sprzed trzech wieków.
Do 1954 we wsi znajdował się mały kościół ewangelicki z XVI wieku. Na miejscowym cmentarzu zachowały się nieliczne nagrobki, między którymi znajdują się dwie stele nagrobne. Postawiono tu również tablicę informacyjną z przedwojennym zdjęciem kościoła i fotografią całej wsi z lotu sprzed 80 lat, a także pomnik pochodzących z żuławskich wsi żołnierzy niemieckich poległych w czasie I wojny światowej. Obelisk ten, ustawiony pierwotnie w Cedrach Wielkich, został po 1945 usunięty, a następnie zabezpieczony w Gdańsku, a potem w lapidarium Cmentarza 11 wsi w Żelichowie-Cyganku.

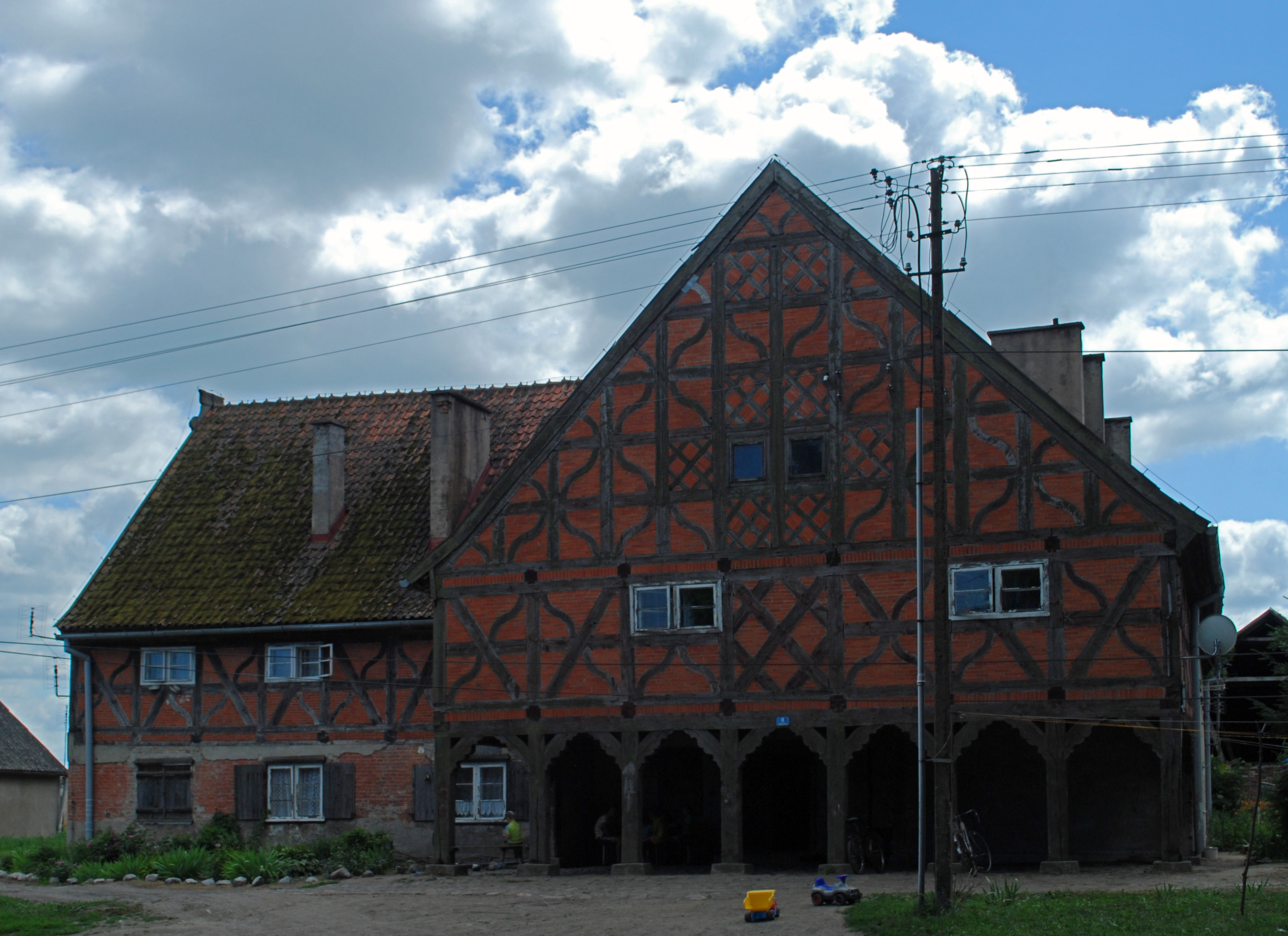
Dom podcieniowy – front
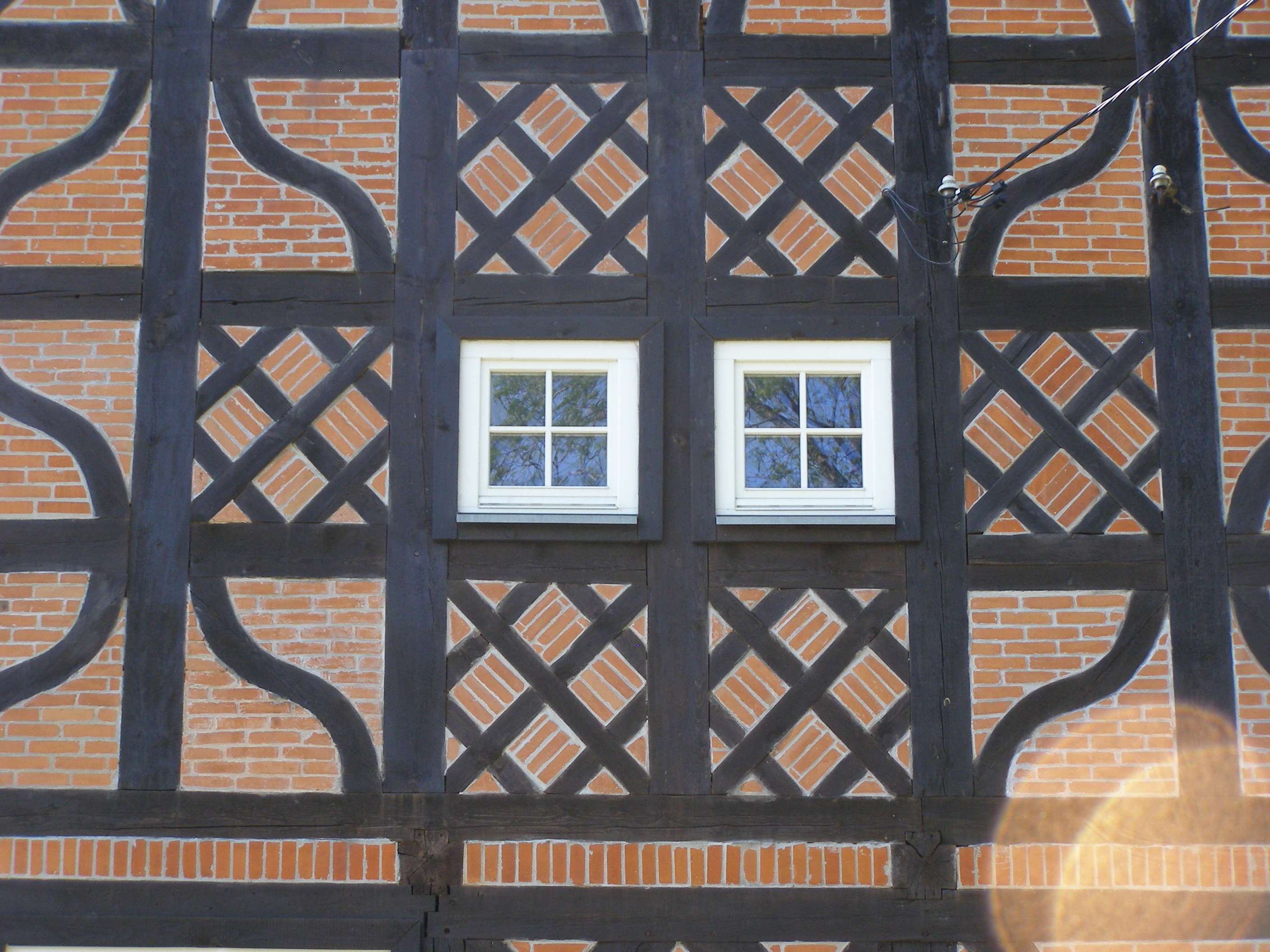
Dom podcieniowy
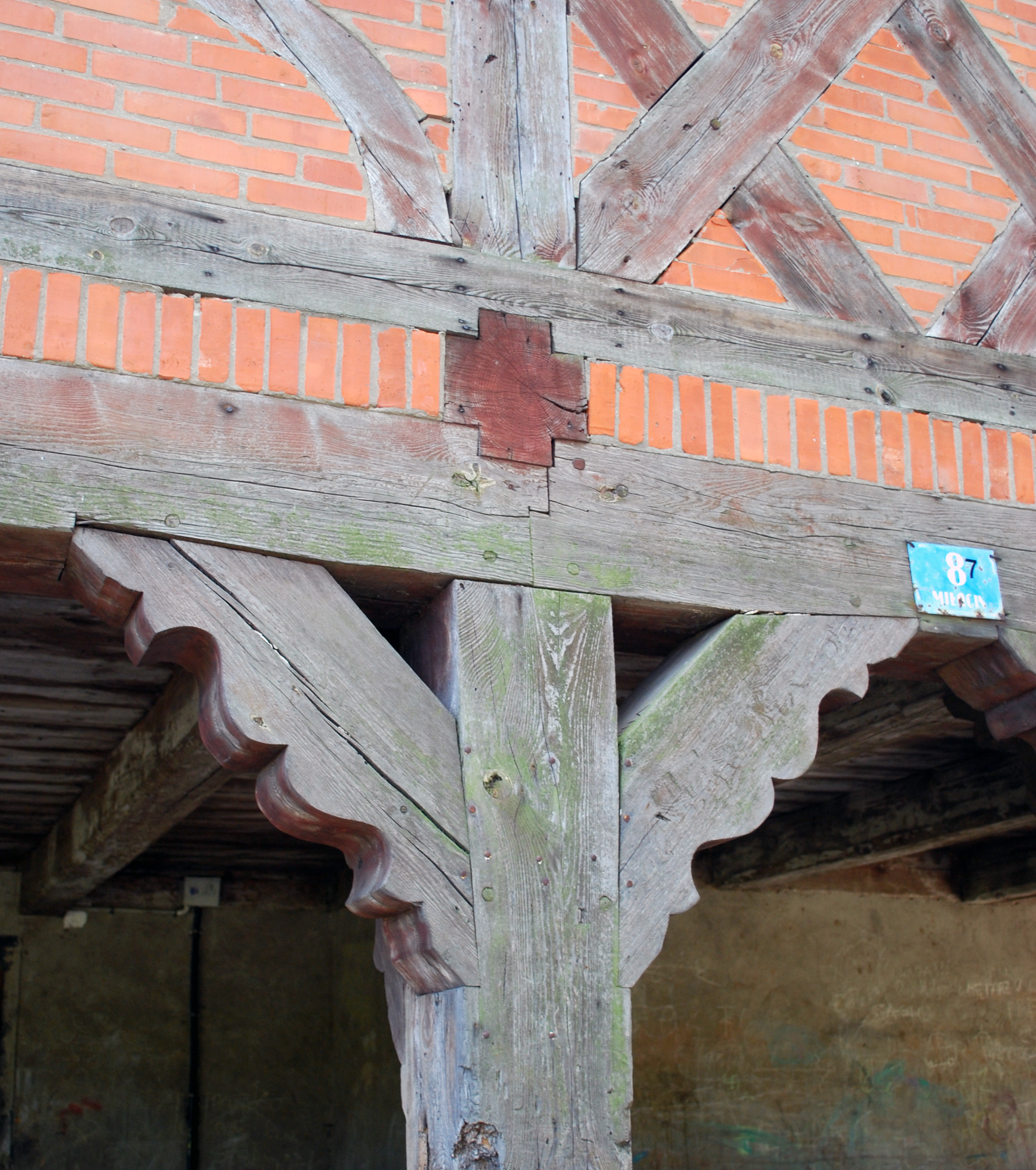
Dom podcieniowy – detal
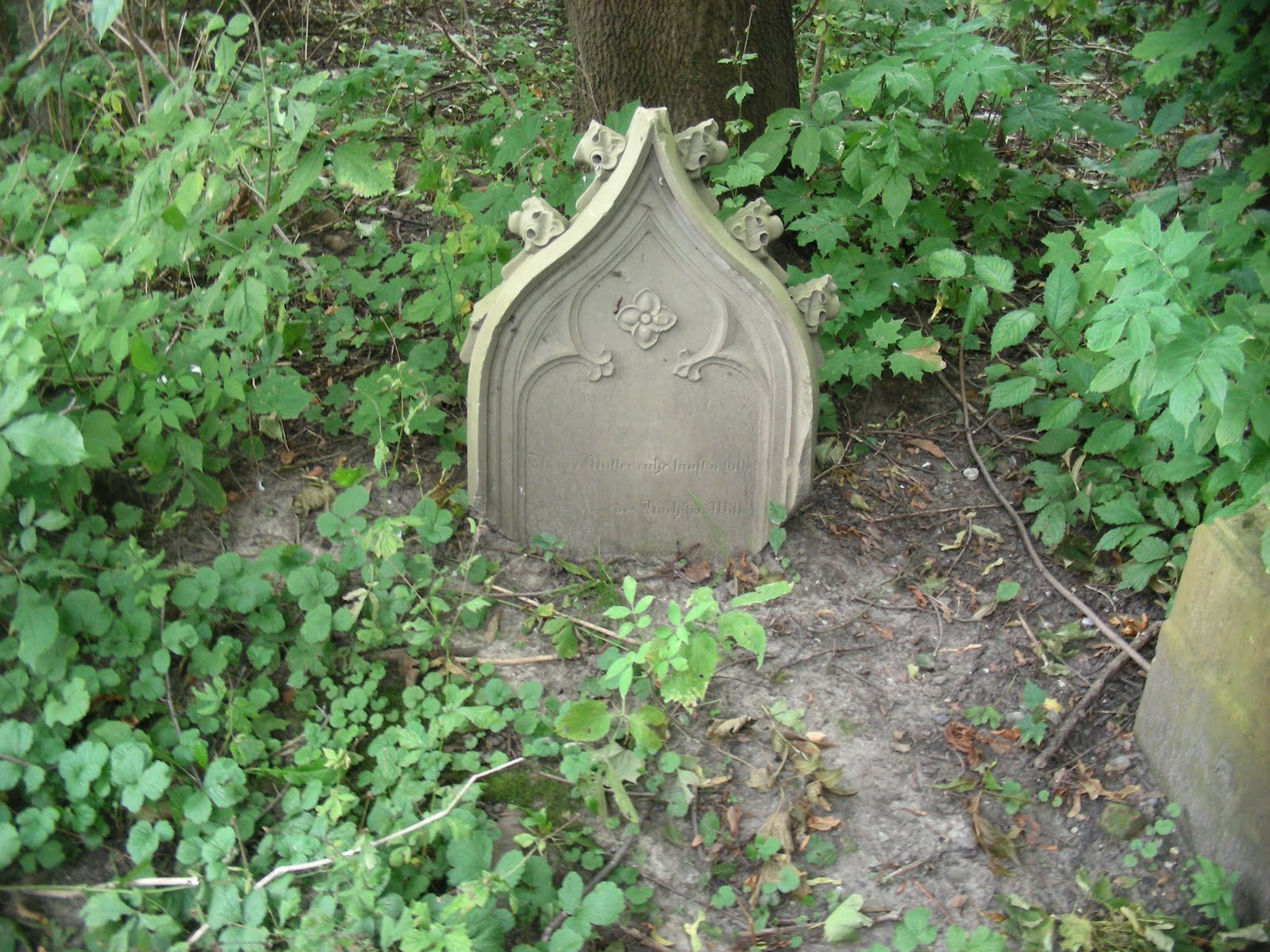
Pozostałości po cmentarzu mennonickim